# Chanhassen (Minnesota)
Chanhassen es un pueblo ubicado en el condado de Carver en el estado estadounidense de Minesota. En el Censo de 2020 tenía una población de 25.965 habitantes y una densidad poblacional de 490,56 personas por km².

## Geografía
Chanhassen se encuentra ubicada en las coordenadas 44°51′15″N 93°33′45″O / 44.85417, -93.56250. Según la Oficina del Censo de los Estados Unidos, Chanhassen tiene una superficie total de 59.26 km², de la cual 52.93 km² corresponden a tierra firme y (10.67%) 6.32 km² es agua.

## Demografía
Según el censo de 2020, había 25.965 personas residiendo en Chanhassen. La densidad de población era de 387,32 hab./km². De los 22952 habitantes, Chanhassen estaba compuesto por el 92.52% blancos, el 1.11% eran afroamericanos, el 0.1% eran amerindios, el 3.86% eran asiáticos, el 0.01% eran isleños del Pacífico, el 0.86% eran de otras razas y el 1.53% pertenecían a dos o más razas. Del total de la población el 2.29% eran hispanos o latinos de cualquier raza.